# Brassylsäure
Brassylsäure, auch Tridecandisäure oder 1,11-Undecandicarbonsäure, ist eine Dicarbonsäure und gehört zu deren homologer Reihe.

## Gewinnung und Darstellung
Brassylsäure kann zusammen mit Pelargonsäure durch Ozonolyse von Erucasäure gewonnen werden.
Im industriellen Maßstab werden Mutanten von Candida tropicalis verwendet, um Brassylsäure aus Tridecan zu gewinnen.

## Verwendung
Brassylsäure kann zur Kunststoffherstellung verwendet werden. Hierzu erfährt sie eine reduktive Aminierung. Das Diamin kann dann mit gleichen Anteilen Brassylsäure zu Nylon 13,13 polymerisiert werden.
In der Lebensmittel- und Kosmetikindustrie findet zudem Ethylenbrassylat Verwendung, ein Ethylenglycoldiester der Brassylsäure. Die makrocyclische Verbindung duftet süßlich nach Moschus und findet sich z. B. unter dem Namen Musk T im Handel.

## Sicherheitshinweise
Die Säure kann schwere Augenreizungen verursachen, daher ist ein Augenschutz geboten. Sie wird zudem in die Wassergefährdungsklasse 1 eingeordnet.